# Callibaetis pallidus
Callibaetis pallidus är en dagsländeart som beskrevs av Banks 1900. Callibaetis pallidus ingår i släktet Callibaetis och familjen ådagsländor. Inga underarter finns listade i Catalogue of Life.